# TMEM114
TMEM114 (англ. Transmembrane protein 114) – білок, який кодується однойменним геном, розташованим у людей на 16-й хромосомі. Довжина поліпептидного ланцюга білка становить 223 амінокислот, а молекулярна маса — 24 166.
| 10         |  | 20         |  | 30         |  | 40         |  | 50         |
| ---------- |  | ---------- |  | ---------- |  | ---------- |  | ---------- |
| MRVHLGGLAG |  | AAALTGALSF |  | VLLAAAIGTD |  | FWYIIDTERL |  | ERTGPGAQDL |
| LGSINRSQPE |  | PLSSHSGLWR |  | TCRVQSPCTP |  | LMNPFRLENV |  | TVSESSRQLL |
| TMHGTFVILL |  | PLSLILMVFG |  | GMTGFLSFLL |  | QAYLLLLLTG |  | ILFLFGAMVT |
| LAGISVYIAY |  | SAAAFREALC |  | LLEEKALLDQ |  | VDISFGWSLA |  | LGWISFIAEL |
| LTGAAFLAAA |  | RELSLRRRQD |  | QAI        |  |            |  |            |

A: Аланін

C: Цистеїн

D: Аспарагінова кислота

E: Глутамінова кислота

F: Фенілаланін

G: Гліцин

H: Гістидин

I: Ізолейцин

K: Лізин

L: Лейцин

M: Метіонін

N: Аспарагін

P: Пролін

Q: Глутамін

R: Аргінін

S: Серин

T: Треонін

V: Валін

W: Триптофан

Локалізований у клітинній мембрані, мембрані.